# Dillstädt
Dillstädt est une commune allemande de l'arrondissement de Schmalkalden-Meiningen, Land de Thuringe.

## Géographie
Dillstädt se situe au sud de la forêt de Thuringe.
|          | Schwarza  | Suhl      |
| Rohr     | Dillstädt | Schmeheim |
| Belrieth |           | Marisfeld |

La commune comprend le quartier de Ziegelhütte.
La Bundesautobahn 71 passe au nord du territoire.

## Histoire
Dillstädt est mentionné pour la première fois en 1206, les villages désertés de Germelshausen et de Sieholz sont plus anciens, entre 800 et 845.

## Source, notes et références
- (de) Cet article est partiellement ou en totalité issu de l’article de Wikipédia en allemand intitulé « Dillstädt » (voir la liste des auteurs).